# Kirtsina
Dzartsemi (en georgiano: ქირწინა) o Chirtsina (en osetio: Чирцъина) es un pueblo que pertenece a la parcialmente reconocida República de Osetia del Sur, parte del distrito de Tsjinval, aunque de iure pertenece al municipio de Kurta de la región de Iberia Interior de Georgia.

## Geografía
Kirtsina se encuentra en el valle del río Gran Liajvi, a 15 km de Tsjinvali. La aldea se administra desde el pueblo de Kemerti.  

## Historia
De 1922 a 1990, formó parte del distrito de Tsjinval del óblast autónomo de Osetia del Sur. De 1990 a 2006, formó parte del raión de Kareli y, desde 2006, forma parte del municipio de Kurta. Durante la guerra de Osetia del Sur de 1991-1992, las autoridades osetias lograron controlar el pueblo. 

## Demografía
La evolución demográfica de Kirtsina entre 1916 y 2015 fue la siguiente:
| 131                                                      | 103 | 74 | 67 | 48 | 36 | 0 |
| (Fuente: Population of South Ossetia since Soviet times) |     |    |    |    |    |   |

Según el censo soviético de 1959, la mayoría de la población local eran osetios.  En los distintos censos, la composición étnica del pueblo era la siguiente:
|              | 1916      | 1916       | 1989      | 1989       |
| Grupo étnico | Población | Porcentaje | Población | Porcentaje |
| ------------ | --------- | ---------- | --------- | ---------- |
| Georgianos   | 0         | 0%         | 0         | 0%         |
| Osetios      | 131       | 100%       | 36        | 100%       |
| Total        | 131       | 100%       | 36        | 100%       |